# 남구 을 (1988년 부산 선거구)
남구 을은 대한민국의 옛 국회의원 선거구이다. 당시 부산광역시 남구 일부 지역을 관할했다.

## 역사
제13대 국회의원 선거를 앞두고 남구·해운대구 선거구에서 분리되면서 신설되었다.
1995년 3월, 남구의 일부 지역이 수영구로 분리되었다. 이로 인해 제15대 국회의원 선거를 앞두고 남구 을에 속했던 수영동, 망미동, 광안동, 민락동이 신설되는 수영구 선거구로 넘어갔다.
제16대 국회의원 선거를 앞두고 남구 갑, 을 선거구가 통합되어 남구 선거구를 이루게 되면서 폐지되었다.

## 역대 국회의원
| 선거   | 정당 | 정당       | 의원   |
| ------ | ---- | ---------- | ------ |
| 1988년 |      | 통일민주당 | 정상구 |
| 1992년 |      | 민주자유당 | 유흥수 |
| 1996년 |      | 신한국당   | 김무성 |

## 역대 선거 결과

### 대한민국 제13대 국회의원 선거
|  | 59.45% |

|  | 25.18% |

|  | 9.97% |

|  | 5.37% |

### 대한민국 제14대 국회의원 선거
|  | 66.45% |

|  | 26.96% |

|  | 6.58% |

### 대한민국 제15대 국회의원 선거
|  | 62.57% |

|  | 19.55% |

|  | 8.70% |

|  | 6.43% |

|  | 2.73% |